# Hiekkasaari (ö i Mellersta Finland, Saarijärvi-Viitasaari)
Hiekkasaari är en ö i Finland. Den ligger i sjön Kiesimenjärvi och i kommunen Saarijärvi i den ekonomiska regionen  Saarijärvi-Viitasaari och landskapet Mellersta Finland, i den centrala delen av landet, 280 km norr om huvudstaden Helsingfors. Öns area är 1,2 hektar och dess största längd är 220 meter i öst-västlig riktning.